# Suka Makmur (Bayung Lencir)
Suka Makmur is een bestuurslaag in het regentschap Musi Banyuasin van de provincie Zuid-Sumatra, Indonesië. Suka Makmur telt 434 inwoners (volkstelling 2010).